# Sulo Salmi
Sulo Artur Salmi (Vaasa, 4 marzo 1914 – Vaasa, 29 aprile 1984) è stato un ginnasta finlandese.

## Palmarès

### Olimpiadi
- Oro a Londra 1948 nel concorso a squadre.